# Ванінський ВТТ
Ванінський ВТТ (рос. ВАНИНСКИЙ ТРАНЗИТНО-ПЕРЕСЫЛЬНЫЙ ЛАГЕРЬ, Ванинский ИТЛ) — підрозділ, що діяв в системі виправно-трудових установ СРСР з 29.03.52.

## Історія
Організований під найменуванням Ванінський ТРАНЗИТНО-пересильний ТАБІР у складі 4-х табірних відділень (ЛО, ОЛПА) «для активного кримінально-бандитського елементу» і центральної лікарні на основі транзитно-пересильного табору, незадовго до того виділеного з Управління ВТТ і Ванінської перевалочної бази Дальбуду і переданого в УВТТК УМВС по Хабаровському краю 08.03.52.

У 1953 р іменувався Ванінський ВТТ. Управління ВТТ розташовувалося в селищі Ваніно, Хабаровський край.

Максимальна одноразова кількість ув'язнених могла становити близько 15 000 чоловік. Тут утримувались ув'язнені при транспортуванні в інші табори Дальбуду.
Ванінський ВТТ був закритий 12.02.54, а його підрозділи увійшли до складу Ульмінського виправно-трудового табору.